# Tina
Tina  è un nome proprio di persona italiano femminile.

## Varianti
- Femminili
  - Alterati: Tinuccia[1]
- Maschili: Tino[1][4]
  - Alterati: Tinuccio[1]

### Varianti in altre lingue
- Croato: Tina[3]
  - Maschili: Tin[4]
- Danese: Tina[3], Tine[5]
- Finlandese: Tiina[6]
- Georgiano: თინა (Tina)[3]
- Inglese: Tina[3]
- Macedone: Тина (Tina)[3]
- Norvegese: Tina[3], Tine[5]
- Olandese: Tina[3]
  - Alterati: Tineke[3]
  - Maschili: Tijn[4]
- Sloveno: Tina[3]
  - Maschili: Tine, Tinek[4]
- Spagnolo: Tina[7]
- Svedese: Tina[3]
- Tedesco: Tina[3]

## Origine e diffusione
È la forma abbreviata di vari altri nomi, diminutivi o vezzeggiativi che terminano in -tina (e, per Tino, dei rispettivi maschili), quali Agostina, Albertina, Assuntina, Bettina, Celestina, Clementina, Costantina, Cristina, Giustina, Martina e Valentina. In croato e olandese è usato anche per abbreviare Caterina, e in georgiano Tinatin.
Negli anni settanta in Italia si contavano circa 58 000 occorrenze del nome, più 4 800 della forma maschile.

## Onomastico
L'onomastico si festeggia in corrispondenza di quello del nome da cui viene fatto derivare.

## Persone

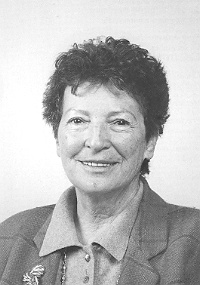
Tina Lagostena Bassi

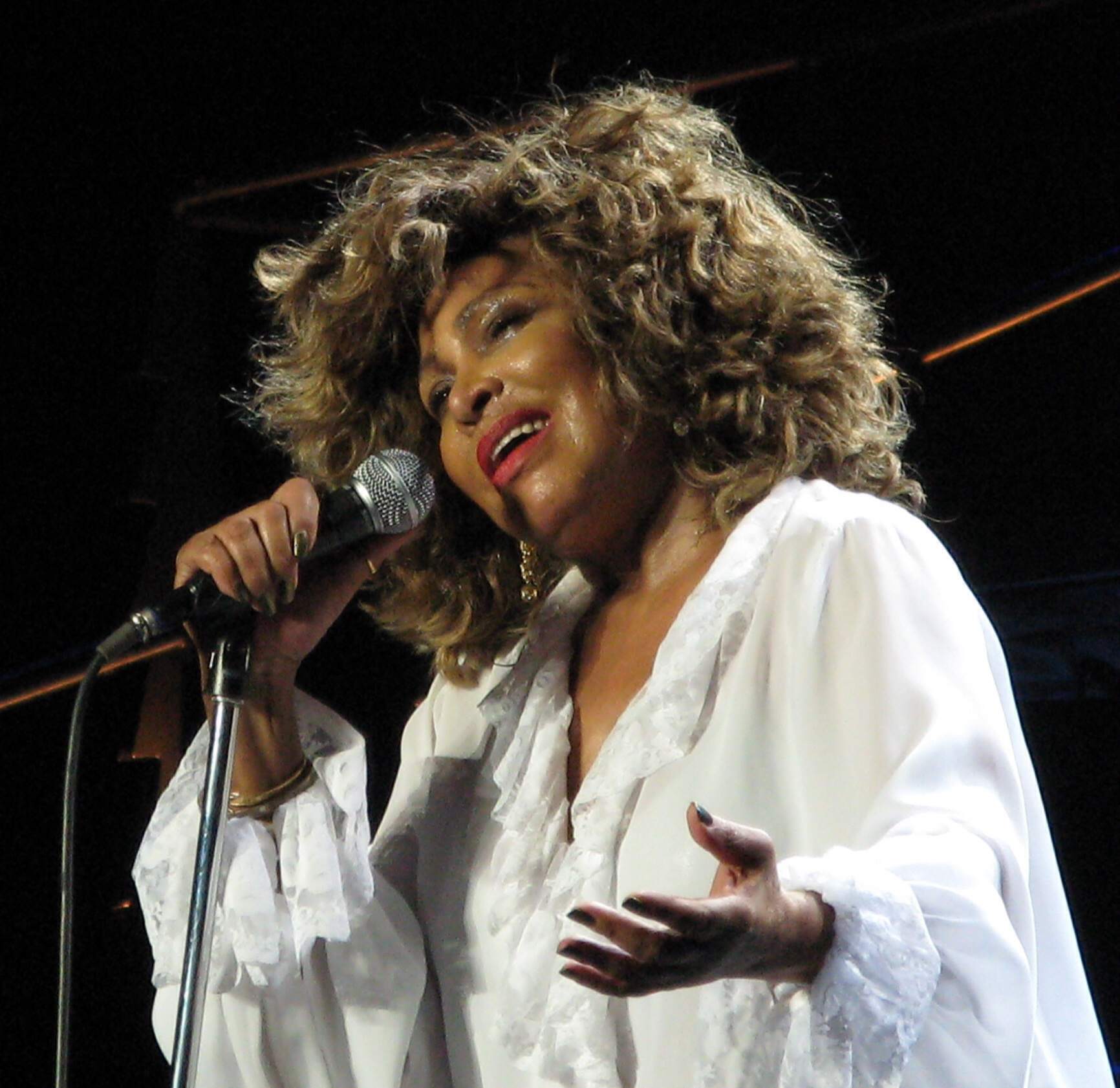
Tina Turner

- Tina Anselmi, politica e partigiana italiana
- Tina Arena, cantante australiana
- Tina Aumont, attrice statunitense
- Tina Centi, cantante italiana
- Tina Di Lorenzo, attrice teatrale italiana
- Tina Fey, attrice, autrice televisiva e comica statunitense
- Tina Kandelaki, conduttrice televisiva, giornalista e produttrice televisiva russa
- Tina Lagostena Bassi, avvocata e politica italiana
- Tina Lattanzi, attrice e doppiatrice italiana
- Tina Majorino, attrice e cantante statunitense
- Tina Maze, sciatrice alpina slovena
- Tina Merlin, giornalista, scrittrice e partigiana italiana
- Tina Modotti, fotografa, attivista e attrice italiana
- Tina Pizzardo, matematica e antifascista italiana
- Tina Turner, cantante statunitense naturalizzata svizzera
- Tina Weirather, sciatrice alpina liechtensteinese

### Varianti femminili
- Tine De Caigny, calciatrice belga
- Tine Lindhardt, teologa e vescova luterana danese
- Tiina Räsänen, cantante finlandese
- Tineke Strik, politica olandese
- Tine Thing Helseth, trombettista norvegese

### Variante maschile Tino
- Tino di Camaino, scultore italiano
- Tino Bianchi, attore italiano
- Tino Buazzelli, attore italiano
- Tino Carraro, attore italiano

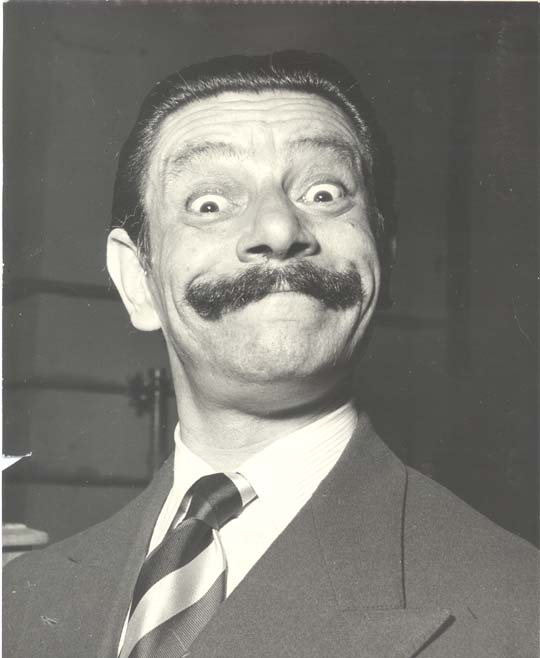
Tino Scotti

- Tino Casali, partigiano e politico italiano
- Tino Edelmann, combinatista nordico tedesco
- Tino Pattiera, tenore dalmata
- Tino Rossi, cantante e attore francese
- Tino Schirinzi, attore e regista teatrale italiano
- Tino Scotti, attore e comico italiano
- Tino Tracanna, sassofonista e musicista italiano

### Altre varianti maschili
- Tin Jedvaj, calciatore croato
- Tin Ujević, poeta croato
- Tine Urnaut, pallavolista sloveno

## Il nome nelle arti
- Tina Belcher è un personaggio della serie animata Bob's Burgers.
- Tina Cohen-Chang è un personaggio della serie televisiva Glee.
- Tina McGee è un personaggio dei fumetti DC Comics.
- Tinetta è il nome italiano di Hikaru Hayama, personaggio della serie anime e manga Capricciosa Orange Road.

## Curiosità
- Margaret Thatcher, che fu Primo Ministro del Regno Unito fra il 1979 e il 1990, era soprannominata "Tina Thatcher"; in questo il nomignolo derivava però dall'acronimo della frase There Is No Alternative ("Non c'è alternativa"), uno slogan usato spesso dalla "lady di ferro".